# Janowiczki (województwo małopolskie)
Janowiczki – wieś w Polsce, położona w województwie małopolskim, w powiecie miechowskim, w gminie Racławice.
W latach 1975–1998 miejscowość administracyjnie należała do województwa kieleckiego.
4 kwietnia 1794 roku w Janowiczkach miała miejsce bitwa pod Racławicami. U stóp wzgórza zwanego Zamczyskiem – gdzie odbyła się bitwa – okoliczna ludność i wojsko usypała w 1934 kopiec Kościuszki. Wysokość kopca wynosi 13,80 m, u jego podstawy wmurowano w ziemię pamiątkową tablicę.
Na placu u podnóża Zamczyska w dwusetną rocznicę bitwy racławickiej, 22 maja 1994 roku odsłonięto pomnik Bartosza Głowackiego autorstwa Mariana Koniecznego. Obok znajduje się zabytkowy dworek i mogiła kosynierów oraz willa Walerego Sławka, premiera rządu II Rzeczypospolitej.

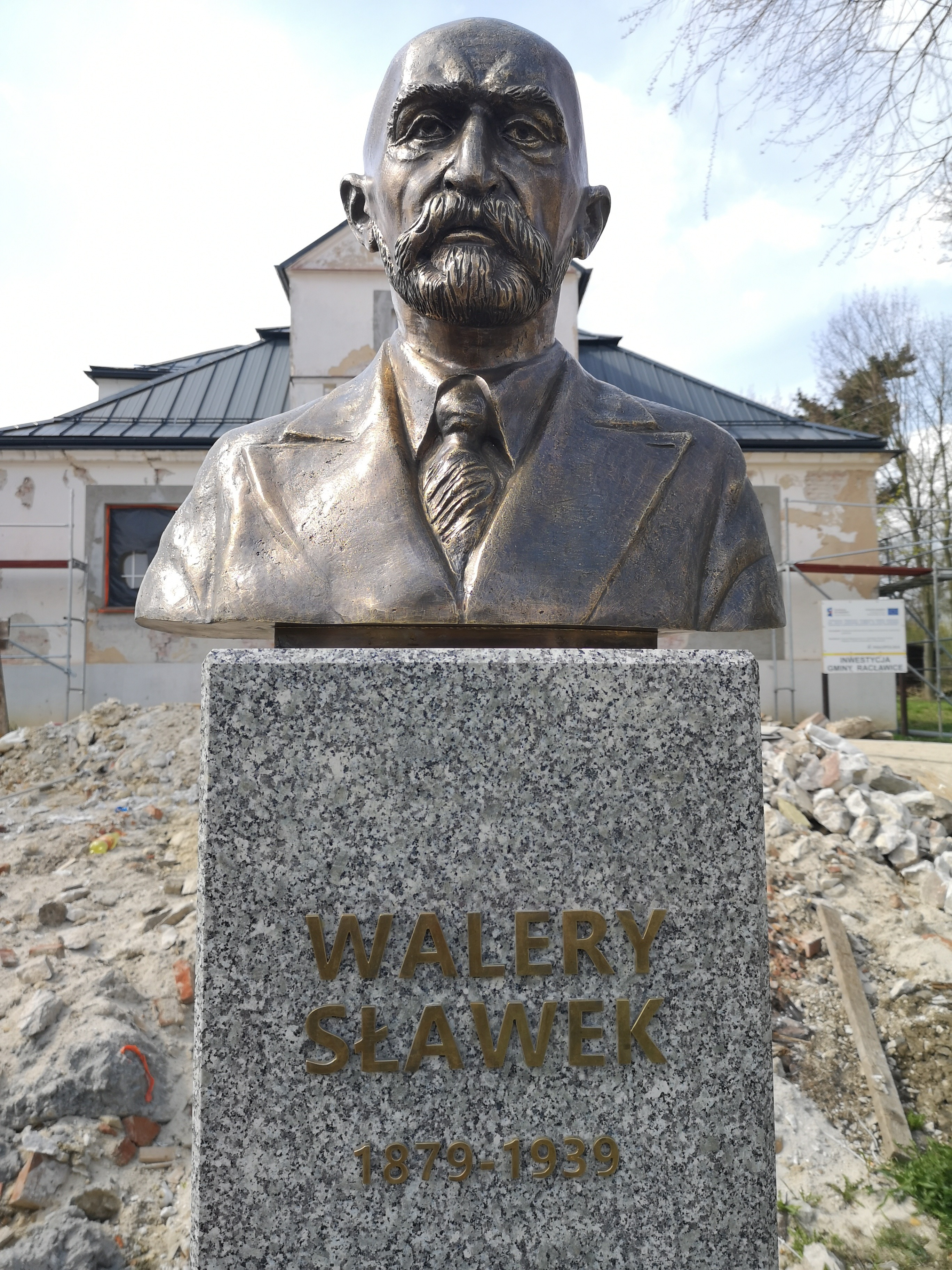
Pomnik Walerego Sławka

## Części wsi
| SIMC    | Nazwa      | Rodzaj    |
| ------- | ---------- | --------- |
| 0264064 | Podemłynie | część wsi |
| 0264070 | Zakościele | część wsi |

## Zabytki
Obiekty wpisane do rejestru zabytków nieruchomych województwa małopolskiego:
- kopiec Kościuszki;
- Willa Walerego Sławka z lat 1934–1935. Położona jest w środkowej części wsi, po północnej stronie drogi prowadzącej z Racławic przez Janowiczki do Wrocimowic i Dziemięrzyc. Willa wzniesiona została przez przyjaciół Walerego Sławka wywodzących się z dawnej Organizacji Bojowej PPS, skupionych od 1928 r. w Bezpartyjnym Bloku Współpracy z Rządem Józefa Piłsudskiego. W 1958 r. willę przejęto na rzecz Skarbu Państwa, a w 1992 przeszła na własność gminy Racławice. Obecnie mieści się w niej m.in. Towarzystwo Ziemi Racławickiej. Willa wzniesiona została w duchu modernizmu i nawiązuje bryłą do architektury polskich dworków. Parterowa, z użytkowym poddaszem, wybudowana jest z cegły, z użyciem kamienia. Budynek nakrywa czterospadowy dach łamany. Od frontu poprzedzona jest gankiem o czterech kolumnach wspierających balkon poddasza;
- kopiec z fosami po średniowiecznej wieży rycerskiej typu motte – rezydencja na wzgórzu Zamczysko powstała zapewne w 1 poł. XIV w. Budowniczym zamku był Dziersław Karwacjan, ojciec Dziersława Karwacjana herbu Zadora, będącego w latach 1388–1403 stolnikiem sandomierskim. Od 1423 r. zamek posiadali potomkowie Dziersława, Jan i Dziersław Karwacjanowie. Około połowy XV w. zamek zaczął popadać w ruinę. W trakcie badań archeologicznych prowadzonych w latach 1978–1980 i 1983–1986 znaleziono w ruinach m.in. srebrny denar Władysława Łokietka, 5 zbrojników pancerza, kościane szpile i szydła, 2 kościane kołki do naciągu strun instrumentu. Z zamkiem i jego ostatnimi właścicielami Dziersławem i Zbigniewem wiąże się zapiska źródłowa z 1445 r. Otóż Stanisław z Ilikowic ukradł z zamku pawia wartości 10 grzywien (ówczesna cena blisko 5 koni), a ponadto płaszcz i stół. Sprawa znalazła swoje zakończenie w krakowskim sądzie.

## Galeria

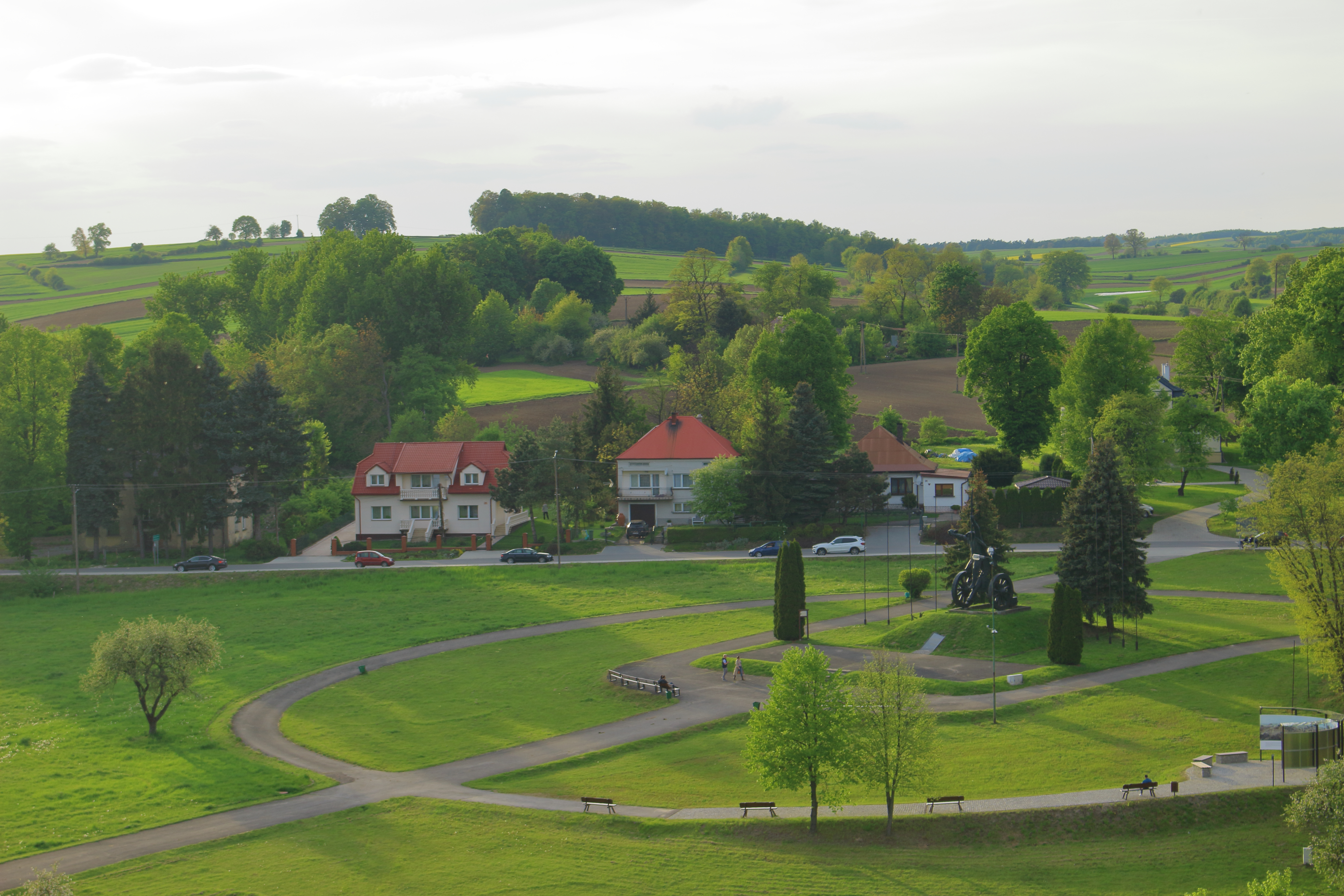
Widok na pomnik Bartosza Głowackiego ze wzgórza Zamczysko
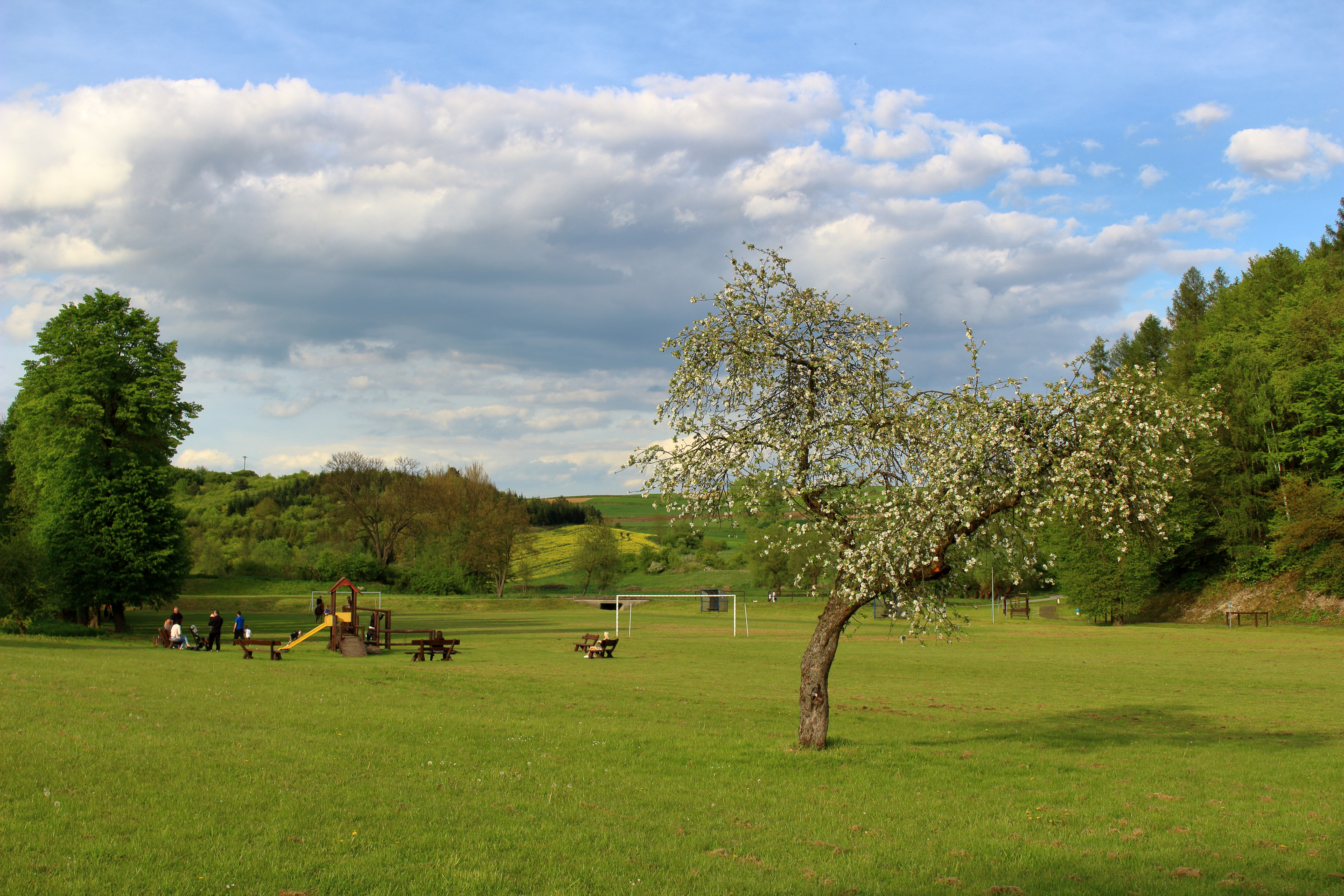
Błonia